# Agnès Visconti
Agnès Visconti (en italien, Agnese Visconti) (née en 1363 à Milan et morte en 1391 à Mantoue) est une noble italienne, dame de Mantoue par son mariage avec François Ier Gonzague.
Accusée d'adultère, elle est condamnée par son mari à être décapitée en 1391.

## Famille
Elle est la neuvième des dix-sept enfants de Barnabé Visconti, seigneur de Milan, et de son épouse Reine della Scala. Barnabé Visconti négocie pour ses enfants des mariages politiquement avantageux ; plusieurs de ses filles épousent des princes allemands : l’aînée, Taddea, est mariée au duc Étienne III de Bavière et devient la mère de la reine de France Isabeau de Bavière ; une autre sœur, Viridis, épouse un Habsbourg.

## Mariage et descendance
En 1380, Agnès est mariée au condottiere François Ier Gonzague, seigneur de Mantoue, dont : 
- Alda (morte en 1405), mariée en 1405 à François II Novello de Carrare (1359-1406), seigneur de Padoue.

## Accusation d'adultère et condamnation
Accusée d'adultère - peut-être à tort, son mari souhaite à cette époque rompre toute alliance avec la famille Visconti - elle est exécutée en 1391, de même que son amant présumé.
Elle fait partie des trois femmes avec Parisina Malatesta et Béatrice Lascaris de Tende qui sont décapitées pour cause d'adultère à la demande de leur maris, entre 1391 et 1425. Pourtant, l'adultère n'était pas puni d'un tel châtiment en Italie. Les sentences sont rendues publiques par les maris. Toutes les trois sont épouses de seigneurs locaux. Elles sont mises à mort pour avoir transgressé le statut traditionnel de l’épouse du seigneur. Leur châtiment a valeur d'exemple pour les sujets tentés d'échapper au pouvoir et à la soumission du prince.